# Грегіт (заповідне урочище)
Грегіт — заповідне урочище в Україні. Розташоване в межах Долинського району Івано-Франківської області, на захід від села Новий Мізунь. 
Площа 29 га. Статус надано 19.07.1988 року. Перебуває у віданні ДП «Болехівський лісгосп» (Бистрівське л-во, кв. 21, вид. 2). 
Статус надано з метою збереження частини лісового масиву з еталоними буково-смереково-ялицевими насадженнями віком 80 років, що зростають на висоті 900 м. над р. м. 